# Marcelo do Ó
Marcelo Santos do Ó (São Paulo, 1 de abril de 1979) é um apresentador e locutor esportivo brasileiro.
Atualmente trabalha na RedeTV!, na BandNews FM São Paulo, no NBB, na TVN Sports.
Também já foi professor de curso livre de narração esportiva. No rádio, seu principal bordão é o grito de "caçapa" na hora do gol.
Já transmitiu mais de 40 modalidades esportivas diferentes (futebol, basquete, vôlei, esportes aquáticos, lutas, tênis, atletismo, e automobilismo, com destaque para a Fórmula Indy de 2010 a 2012, entre outras). 

## Biografia
Nasceu no Cambuci e foi para o Capão Redondo com 4 anos.
Jornalista desde 2000, começou a carreira no rádio esportivo em 2004, na Rádio ABC (Santo André). No mesmo ano, atuou na Rádio Piracema FM, de Pirassununga, em São Paulo. Lá, ganhava R$ 50 por jogo narrado.
Em 2005 passou a integrar a equipe da 105 FM, indicado por Bruno Prado, onde narrou partidas do Campeonato Brasileiro de Futebol, do Campeonato Paulista, Copa Libertadores, Copa Sul-Americana e Eliminatórias da Copa do Mundo FIFA de 2006 - América do Sul. Ficou quase 10 anos na emissora.
Atuou na Copa do Mundo FIFA de 2006 como apresentador e narrador. Foi repórter in loco na Copa do Mundo FIFA de 2010 na África do Sul. Transmitiu os Jogos Olímpicos de Verão de 2008, em Pequim, na China, transmitindo a inédita medalha de ouro Seleção Brasileira de Voleibol Feminino, após vencer os EUA. Também esteve em Londres para cobertura dos Jogos Olímpicos de Verão de 2012. Trabalhou em coberturas jornalísticas como o tsunami que devastou o Japão, em 2011, apuração das eleições 2010 e 2012 e o funeral de Michael Jackson, além do desaparecimento do avião da Airbus, em 2009.
Entre 2006 e 2013, apresentou o programa Terra Esportes TV e foi o narrador da NBA e do Campeonato Português de Futebol no portal. Também narrou diversas modalidades durante os Jogos Olímpicos de Inverno de Vancouver também pelo Terra.
Na televisão, teve duas passagens pelo canal por assinatura BandSports (entre 2011 e 2012). Entre 2013 e 2015, integrou a equipe de narradores do canal Sports+, exclusivo na operadora Sky Brasil. No mesmo ano, transmitiu, ao lado de Magic Paula, o primeiro jogo do NBA Global Games no Brasil, entre Chicago Bulls e Washington Wizards, pela RedeTV!, da qual é contratado até hoje.
Entre 2014 e 2015, foi o locutor oficial do XFC, na RedeTV!. Quando houvesse lutas no Brasil, ele é quem chamava os lutadores para o hexágono, antes do apresentador oficial..
Em 2015, se transfere para a Rádio Globo São Paulo na vaga de terceiro narrador. Com a saída do segundo narrador da emissora, Doni Vieira, do Ó assume o posto de segundo narrador (sendo ouvido desde 2016 também na CBN São Paulo com a unificação das equipes de esporte do SGR).
Ainda em 2015, fez o prefácio do capítulo 4, Criadores de mito, do livro Os Mestres do Espetáculo sobre os maiores narradores esportivos da história do rádio brasileiro.
"Os locutores esportivos talvez sejam os primeiros grandes incentivados de qualquer esporte. Pedro Luiz (Paoliello) José Silvério e Osmar Santos, cada um em sua época, foram os responsáveis por gerar fantasia no torcedor,  num momento em que o rádio era o único grande veículo de massa (no primeiro caso) ou o mais forte, quando se fala dos anos 70, 80 e 90. Além disso, deles partiram as principais escolas de narração, seja no rádio, na TV ou na Internet" .
Em 2019, passou a também narrar do site esportivo de streaming DAZN.
Em 2020, passou a ser narrador da BandNews FM, deixando o Futebol Globo/CBN.
Em 2022, foi vencedor do Troféu ACEESP (Associação dos Cronistas Esportivos do Estado de São Paulo) na categoria "Narrador de Rádio".